# HNK Orijent 1919
Le HNK Orijent 1919 est un club de football croate basé à Rijeka et évoluant en 2e division. Le sigle HNK signifie "Hrvatski Nogometni Klub" ce qui en français signifie Club de football croate.
Le club évolue en première division croate lors de la saison 1996-1997.

## Historique

### Dates clés
- 1919 : Fondation du club sous le nom de NK Orijent
- 1996 : Promotion en Prva HNL
- 1997 : Relégation de Prva HNL
- 2014 :  Renomage en HNK Orijent 1919